# Heteropappus hispidus
Heteropappus hispidus és una herba bianual de la família de les asteràcies que pot atènyer els 10-100 cm d'alçada. Creix en vessants i vores de rius pedregosos i estepes sorrenques. S'utilitza com a planta medicinal a la medicina oriental. És una planta indicadora de pastures degradades.
Les inflorescències estan situades sobre peduncles pubescents. Les flors externes ligulades són de color rosa, lila o rarament blanques. Les internes són tubulars, bisexuals i amb la corol·la groga.
Es troba distribuïda per l'est de la Federació Russa, Mongòlia, Japó i Corea.